# ハサン・モフタシャミー・ホジャステフ
ハサン・モフタシャミー・ホジャステフ（ペルシア語: حسن محتشمی خجسته、英語: Hassan Mohtashami Khojasteh、朝鮮語: 하싼 모타샤미 코자스테흐）は、イランの医師。2018年より、国際連合人口基金（UNFPA）駐朝代表。イラン保健局長、世界銀行プロジェクトマネージャ、在アフガニスタン世界保健機関（WHO）顧問などを経て、2004年よりUNFPAで奉職。
UNFPAに所属してからは、在スーダン副代表、在ウガンダ副代表、在スワジランド代表を経て、2014年6月より在ラオス代表を務めた。
2018年12月13日、朝鮮民主主義人民共和国の李容浩外相に信任状を捧呈して、爾後、UNFPA駐朝代表を務めていた。但し、2021年の遅くとも4月までに、医薬品などの生活必需品の著しい不足などが原因で平壌のUNFPA事務所を閉鎖している。